# Suzuki Kisaburō
Suzuki Kisaburō est un nom japonais traditionnel ; le nom de famille (ou le nom d'école), Suzuki, précède donc le prénom (ou le nom d'artiste).
Suzuki Kisaburō (鈴木喜三郎) (6 novembre 1867 - 24 juin 1940) est un homme politique et ministre japonais.

## Biographie
Suzuki est né à Kawasaki sous le nom de Kawashima Kisaburō. Enfant, il est adopté par Suzuki Jiko, prélat bouddhiste de Kawasaki et prend le nom de Suzuki.

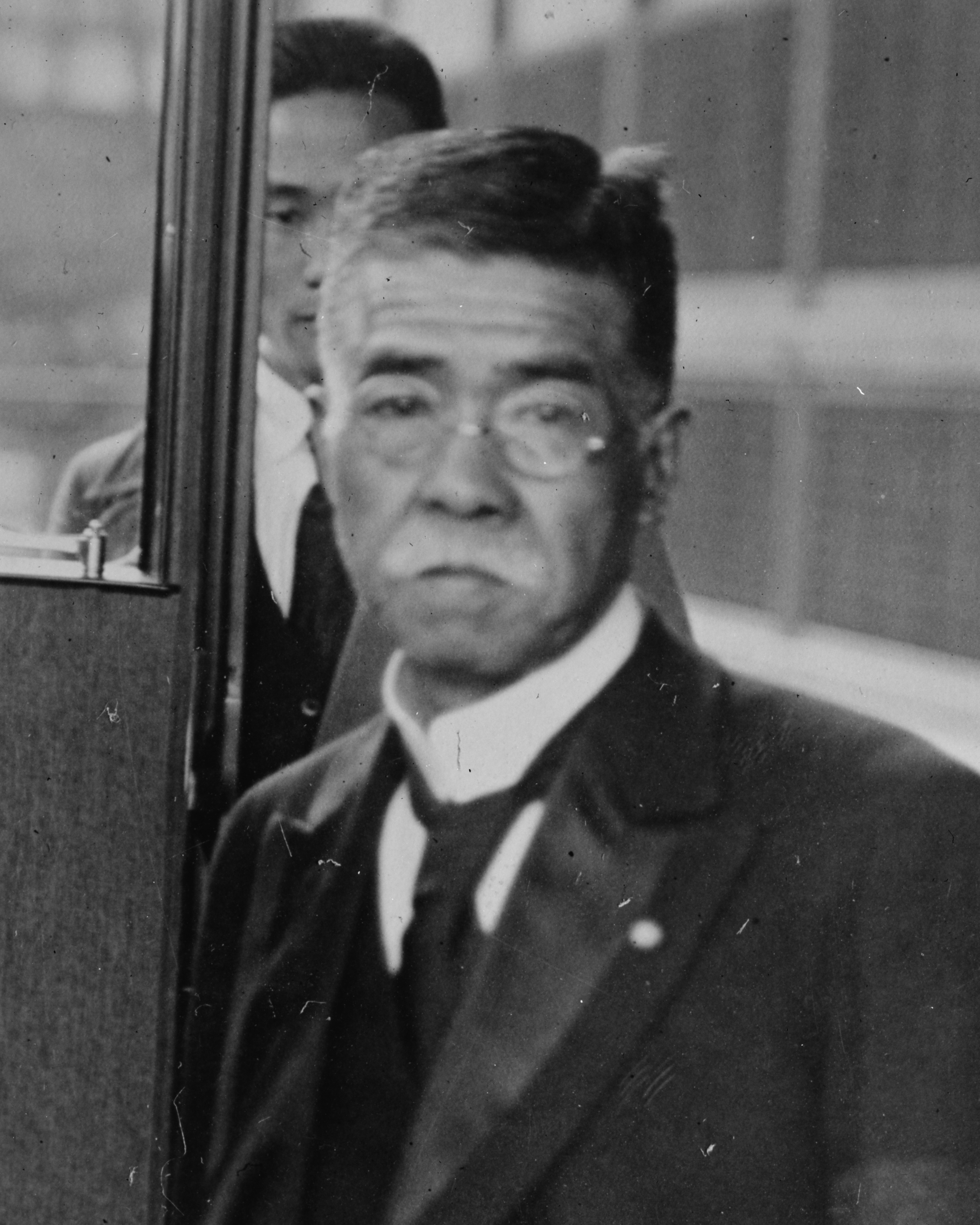

Il est diplômé de la faculté de droit de l'université impériale de Tokyo en 1891 et entre au ministère de la Justice. En 1893, il devient juge au tribunal du district de Tokyo puis est promu à la cour d'appels de Tokyo, et finalement à la cour suprême de justice du Japon (en) où il est réputé pour ses jugements rapides. Il est ensuite chef du bureau des affaires criminelles du ministère de la Justice, vice-ministre de la Justice, et procureur public général en 1921.
La carrière politique de Suzuki commence en 1920 quand il est nommé à la chambre des pairs du Japon. En 1924, il est nommé ministre de la Justice dans le gouvernement de Kiyoura Keigo. Durant cette période, il aide le Kokuhonsha, une organisation nationaliste fondée par Hiranuma Kiichirō. Après la chute du gouvernement Kiyoura en 1926, Suzuki rejoint le parti Rikken Seiyūkai. L'année suivante, il rejoint le gouvernement de Tanaka Giichi comme ministre de l'Intérieur. Alors à ce poste, il renforce la police politique Tokkō et l'application des strictes lois de préservation de la paix, et s'oppose fermement aux activités illégales du Parti communiste japonais, culminant avec l'incident du 15 mars durant lequel des centaines de membres connus et sympathisants suspectés du parti sont arrêtés. Il utilise également sa position de ministre de l'Intérieur pour remplacer de nombreux gouverneurs de préfecture par des membres du Rikken Seiyūkai, et favorise la promotion de ces membres au sein du ministère de l'Intérieur. Ces actions provoquent sa démission forcée en 1928 après des accusations d'interférences illégales dans les élections législatives japonaises de 1928.
Suzuki retourne à la Diète du Japon après les élections législatives japonaises de 1932 pendant lesquelles il est élu à la chambre des représentants du Japon pour le 2e district de Kanagawa. Il retourne au gouvernement comme ministre de la Justice de 1931 à 1932 et comme ministre de l'Intérieur de 1932 à 1933 dans le gouvernement d'Inukai Tsuyoshi. Après l'assassinat de ce-dernier durant l'incident du 15 mai, Suzuki devient président du Rikken Seiyūkai. Cependant, en dépit d'une majorité de sièges à la diète, Suzuki n'est pas nommé Premier ministre en raison de l'inimitié de longue date du dernier genrō, Saionji Kinmochi, qui favorise l'amiral Saitō Makoto à ce poste. Après la démission de Saitō en 1934, Suzuki est de nouveau mis à l'écart et le poste de Premier ministre revient à Keisuke Okada.
Après la défaite aux élections législatives japonaises de 1936, Suzuki est forcé de démissionner de la présidence du Rikken Seiyūkai. Il reste dans une présidence collective jusqu'en 1937 et meurt en 1940. Sa tombe se trouve au cimetière de Yanaka de Tokyo.